# Ivan Andrija Balbi
Ivan Andrija Balbi (tal. Giovanni Andrea (Giannandrea) ) (Krk, 10. ožujka 1692. – Pula, 23. listopada 1771.), hrvatski katolički svećenik ninski i pulski biskup, iz mletačke plemićke obitelji Balbi iz koje su potekli mnogobrojni crkveni dostojanstvenici, a u koja je u Hrvatskoj vezana za otok Krk i nekoliko istarskih mjesta.

## Životopis
Rođen 1692. godine. Za svećenika je zaređen 1720. godine. Na rimskom sveučilištu Sapientia doktorirao je teologiju 1728. godine te je iste godine posvećen za biskupa. Dužnost biskupa prvotno je obnašao u Ninu, a zatim od 1732. godine u Puli. Bio je kao ninski biskup (1728. – 1732.) u sukobu s pravoslavnim svećenicima, koji su ga 1728. spriječili u kanonskom pohodu, iako su raniji biskupi obavljali vizitacije crkava istočnog obreda. Kao pulski biskup (1732. – 1771) poslao je Sv. Stolici više relacija: u njima je naveo da kaptol ima 11 kanonika, ali da je inventar vrlo oskudan. U Puli su tada postojala tri samostana (benediktinki, konventualaca i augustinaca), a na otočiću Verudi djelovao je samostan franjevaca opservanata. Benediktinke, kojih je bilo 16, ovisile su o biskupu, a redovnici o svojim poglavarima. Izvješća spominju da je biskup pocrnio od sunca obavljajući pohod župa u ljetno doba. Bio je stalno u pokretu, a putovao je na konju ili čamcem. Budući da su se župnici tužili da zbog oskudnih prihoda ne mogu svake nedjelje služiti misu za narod, biskup ih je podsjetio na papinu konstituciju od 19. kolovoza 1744., koja predviđa mogućnost održavanja mise bilo koji dan u tjednu, ako to ne može biti u nedjelju ili na blagdan. Svečano je pokopan u pulskoj katedrali. Njegovi nećaci su Felice Benedetto Balbi - prokurator krčke provincije konventualaca; Franjo Marija Balbi (1748. ili 1749. – Pula, 21. siječnja 1802), opat samostana sv. Mihovila u Krku i pulski kanonik, skolastik i generalni vikar; Teodor Loredan Balbi (1745. – 1831.), posljednji novigradski biskup, koji je prije toga bio pulski kanonik, skolastik i opat; Giovanni Andrea, omišaljski kaštelan.